# Willem van der Zaen
Willem van der Zaen (Amsterdam, 29 juni 1621 - voor de kust van Marokko, 17 maart 1669) was een Nederlandse schout-bij-nacht. Zijn naam wordt tegenwoordig ook gespeld als Van der Zaan.
Willem werd geboren in Amsterdam en ging al jong in zeedienst bij de Admiraliteit van Amsterdam. Bij het begin van de Eerste Engels-Nederlandse Oorlog (1652-1654) wordt hij buitengewoon kapitein; hij commandeert de Prinses Aemilia tijdens de Slag bij de Singels; in de Driedaagse Zeeslag sneuvelen zijn broers Huybrecht en Joris van der Zaen; de laatste was commandant geweest van de Kampen en Willem nam nu diens commando over; dit soort "vererving" van functies was niet ongebruikelijk in die tijd. Willem nam ook de zorg op zich over zijn neefje, Cornelis van der Zaen, de zoon van Huybrecht, die zelf later ook marinekapitein zou worden.
In 1653 onderscheidt Van der Zaen zich tijdens de Zeeslag bij Nieuwpoort door de bemanning van de zinkende Kameel te redden. Hij doet mee tijdens de afsluitende Slag bij Ter Heijde. Na de oorlog wordt Van der Zaen in 1655 benoemd tot gewoon kapitein. In 1656 commandeert hij de Zuyderhuys; in 1657 doet hij mee aan de konvooiering van schepen in de Middellandse Zee onder viceadmiraal Michiel Adriaanszoon de Ruyter. Hij vangt op 28 februari twee Franse kaperschepen, waaronder de Chasseur, die oorlogsschepen blijken te zijn die door het Franse hof clandestien op kaapvaart gestuurd zijn. Kardinaal Mazarin heeft de brutaliteit de Nederlandse ambassadeur op het matje te roepen om excuses te vragen; de laatste verliest daarop zijn zelfbeheersing en loopt woedend weg na de kardinaal toegevoegd te hebben dat hij zich niet beter gedraagt dan een piraat. Om duidelijk te maken dat men de Franse houding onacceptabel vindt krijgt Van der Zaen door de Staten-Generaal een gouden ereketen toegekend.
Tussen 1658 en 1660 bevindt Van der Zaen zich in de Oostzee en doet mee aan de acties tegen Zweden, zoals de Slag in de Sont, als kapitein van de Huys Tijdverdrijf. In 1661 is hij weer in de Middellandse Zee om te vechten tegen de Barbarijse zeerovers. Als De Ruyter door de Bey van Algiers gevraagd wordt een schip voor een zeegevecht van twee kampioenen te leveren — hij vond zijn vloot te zwak voor een zeeslag, maar wilde zijn gezicht niet verliezen — wordt Van der Zaen op de Middelburg daarvoor uitgekozen. De Algerijnse kampioen komt echter niet opdagen. Een week later kwam het toch tot een slag. Van der Zaen krijgt dat jaar zijn tweede ereketen voor de verovering van een kaper met 36 christenslaven; in 1663 een derde keten voor één met 21 slaven.
In 1664 is Van der Zaen kapitein van 't Geloof, als de Middellandsezeevloot onder De Ruyter op een geheime expeditie gaat om de West-Afrikaanse factorijen, bezet door Robert Holmes, te heroveren. Daarna steekt het eskader over naar Amerika. Van der Zaen wordt benoemd tot waarnemend schout-bij-nacht. Bij terugkeer in augustus 1665 krijgt hij zijn vierde keten, een record. Ondertussen is de Tweede Engels-Nederlandse Oorlog uitgebroken en wordt hij kapitein van de gloednieuwe Gouda; al snel moet hij zijn functie echter weer neerleggen want hij krijgt last van een "melancholische ziekte", wat wij een depressie zouden noemen. In 1666 is hij op tijd opgeknapt om als kapitein van de Beschermer deel te nemen aan de Vierdaagse Zeeslag (11-14 juni 1666), in het eskader van Cornelis Tromp. Op de tweede dag verovert hij de Seven Oaks (ex- Zevenwolde). Hij zendt dat schip met een prijsbemanning naar Texel en omdat de Beschermer vrij zwaar beschadigd blijkt, keert hij om naar Hellevoetsluis. Dit alles werd hem bij terugkomst zwaar aangerekend: de orders waren om géén prijzen terug te sturen; hij was nog steeds waarnemend schout-bij-nacht en had als vierde in bevel van zijn eskader zijn post niet mogen verlaten; hij had daarbij hoe dan ook naar de Wielingen moeten gaan om het schip zo snel mogelijk weer te repareren. Dit waren zware beschuldigingen die een man op het schavot zouden kunnen brengen; Van der Zaen weet echter verzachtende omstandigheden aan te voeren: Tromp had zelf ook schepen teruggezonden en van zijn eskader leek op dat moment weinig meer over. Mede vanwege zijn staat van dienst wordt de zaak afgedaan met een boete van 3000 guldens. Willem van der Zaen behoudt zijn rang. Tijdens de Tweedaagse Zeeslag is hij weer present, met op zijn schip de zoon van de bevelhebber, Engel de Ruyter. Hij doet ook mee aan de Tocht naar Chatham in 1667 op de Hollandia.
In datzelfde jaar wordt Van der Zaen op 1 juli benoemd tot schout-bij-nacht, als opvolger van de op 19 juni overleden Jan Gideonsz Verburgh. De voordracht gebeurt al op 21 juni door de machtige secretaris van de Amsterdamse admiraliteit David de Wildt en krijgt de goedkeuring van Johan de Witt. Amusant is dat Cornelis de Witt nog hun neef, de legerkapitein Jacob van Meeuwen, naar voren probeert te schuiven, maar dit wordt door Johan afgewezen: hun niet al te snuggere familielid acht hij volmaakt voor het leger geschikt maar niet voor de marine! Op 17 maart 1669 sneuvelt Van der Zaen tijdens een actie tegen de Algerijnse vloot voor de kust van Marokko bij Kaap Tres Forcas: hij wordt tijdens het enteren van het vlaggenschip van de Algerijnse admiraal in de borst geraakt door een lichte kanonskogel. Hij sterft in de kajuit. Zijn dood werd geweten aan onvoldoende ondersteuning door zijn onderbevelhebbers. Hij werd begraven in de Oude Kerk te Amsterdam waar een epitaaf werd aangebracht, een werk van Rombout Verhulst.
Het opschrift luidt:
DVS LEEFT MEN NA DE DOOT

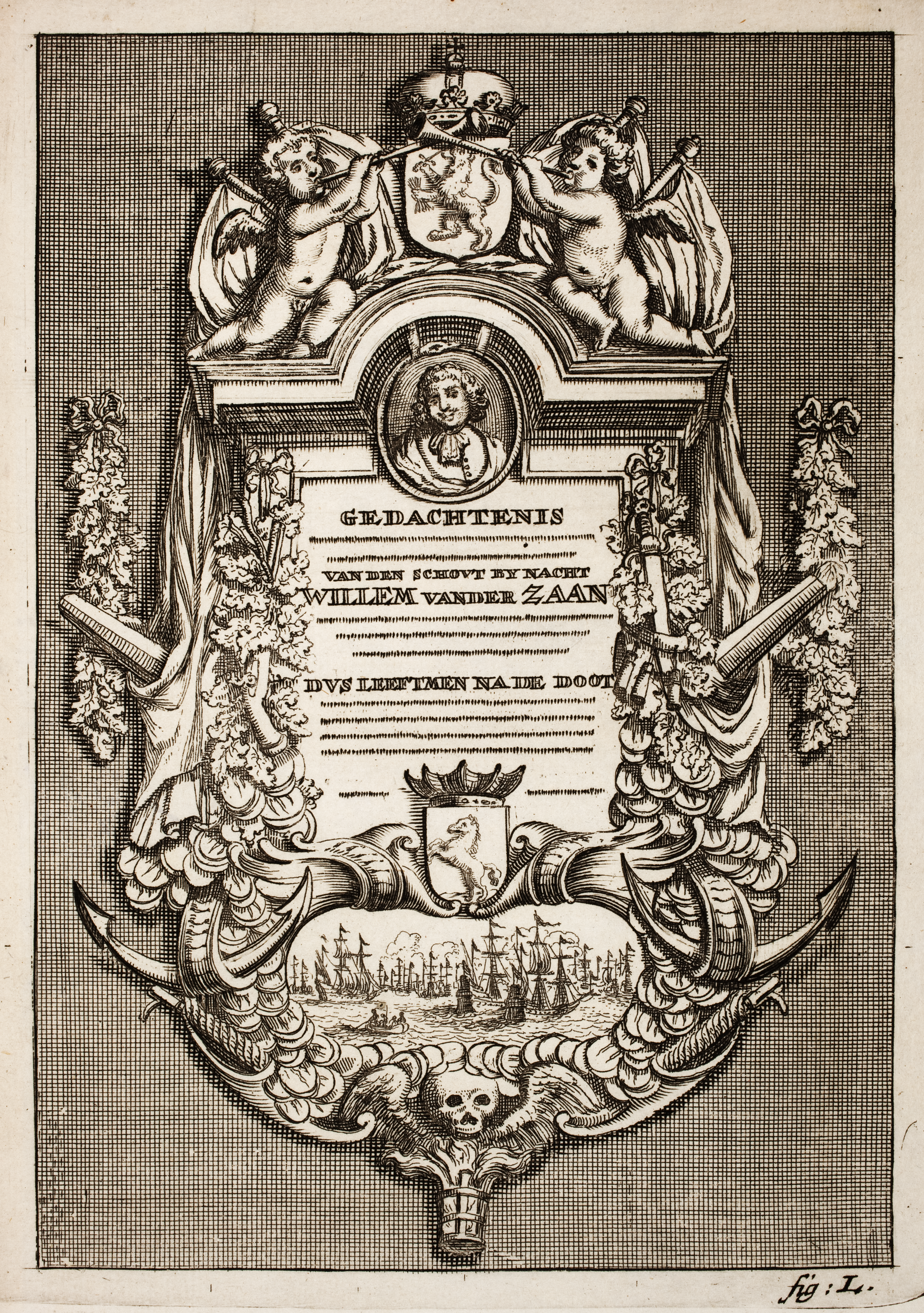
Grafmonument van Willem van der Zaan. Oude Kerk, Amsterdam. Bizot, Medalische historie der republyk van Holland, 1690.

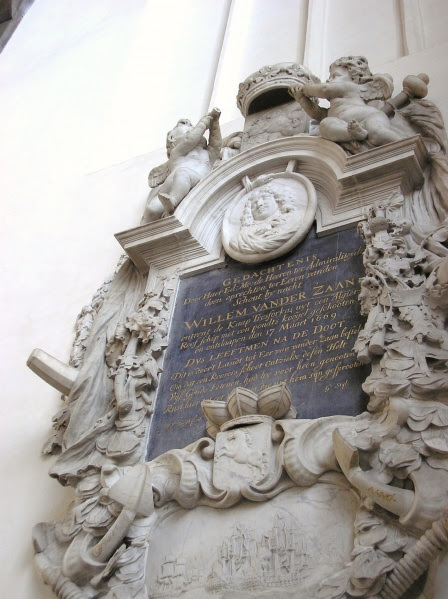
Epitaaf bij het graf van Willem van der Zaan, door Rombout Verhulst

Dit is door 't Landt tot Eer van Van der Zaen bestelt
Omdat een Roovers schoot ontzielde desen Helt
Vijf Goude ketenen had hij voor heen genoten,
Rust hier tot eer van haer die uyt hem zijn gesproten!
Het is niet bekend wanneer Van der Zaen zijn vijfde ereketen zou hebben ontvangen; misschien is het een vergissing.
Willem was in 1654 getrouwd met Aegje van der Eyck (1633-1703) en had een zoon Willem van der Zaen de Jongere, die ook marinekapitein zou worden. Zijn laatste nakomeling was achterkleindochter de weduwe Cornelia Agatha van Dam-Gerlings. Zij zou in 1798 belangrijke familiestukken aan de Hogere Zeevaartschool in Amsterdam schenken, daaronder drie van vier gouden ketenen, een zilveren erebeker ingelegd met ivoor van de Spaanse koning, een Maltezer kruis ingelegd met edelstenen, een kris, de kogel die hem doodde, een tekening van de Zeeslag bij Nieuwpoort door Willem van de Velde de Oude en een schilderij van de schout-bij-nacht en zijn vrouw door Abraham van den Tempel. Toen ze stierf, bleek ze een legaat van 10.000 guldens aan de school te hebben vermaakt met de lastvoorwaarde dat de commissarissen van de school zich eenmaal per jaar met de kwekelingen onder het portret zouden verzamelen om Van der Zaen de leerlingen als voorbeeld te stellen, onder het genot van een glas wijn voor alle aanwezigen. Deze traditie werd volgehouden totdat de kunstverzameling van de school ondergebracht werd bij het Nederlands Scheepvaartmuseum.

## Schepen bij de Koninklijke Marine
Er zijn twee schepen bij de Koninklijke Marine vernoemd naar admiraal Willem van der Zaan.
- Hr. Ms. Willem van der Zaan (1939), N82, F 824, A880, een mijnenlegger tijdens de Tweede Wereldoorlog
- Hr. Ms. Willem van der Zaan (1991), F 829, M-fregat van de Karel Doormanklasse

- Gemeinsame Normdatei: 1023753308
- International Standard Name Identifier: 0000 0003 7142 6669
- Virtual International Authority File: 251060418